# مارك كوغينز
مارك كوغينز (بالإنجليزية: Mark Coggins)‏ (1957، نيومكسيكو في الولايات المتحدة)؛ روائي أمريكي.